# Interalliierte Siegesmedaille
Die Interalliierte Siegesmedaille ist eine militärische Auszeichnung, die von den Regierungen der alliierten Länder an die am Ersten Weltkrieg teilnehmenden Soldaten verliehen wurde. Die rumänische Version wurde auch für die Teilnahme am Ungarisch-Rumänischen Krieg von 1919 verliehen.

## Vorgeschichte
1919, am Ende des Ersten Weltkriegs, schlug der Befehlshaber der alliierten Streitkräfte, der französische Marschall Ferdinand Foch, die Schaffung einer gemeinsamen Militärmedaille der Siegerstaaten vor. Im März 1919 fand in Paris ein Wettbewerb mit einer internationalen Jury um eine gemeinsame Medaille statt. Die Medaille sollte allgemeine, allen Ländern gemeinsame Merkmale aufweisen: Bronze, 36 mm Durchmesser, auf der Vorderseite die Darstellung von „Victoria“, auf der Rückseite der Text „Großer Krieg für die Zivilisation“ in der jeweiligen Sprache und mit einem Band in Regenbogenfarben.
Der rumänische Bildhauer Constantin Kristescu stellte der internationalen Jury sein Medaillenprojekt vor, das ausgezeichnet wurde, und der Autor wurde gebeten, die Medaille für Rumänien anzufertigen. Für die anderen Siegerländer wurde die Medaille von eigenen Künstlern angefertigt, wobei Text und Grafiken an ihre nationalen Besonderheiten angepasst wurden. Japan und Thailand akzeptierten die Empfehlungen der internationalen Jury nicht, eine geflügelte „Victoria“ würde nicht den nationalen Kulturtraditionen entsprechen.

## Verleihungsbedingungen
Die Medaille wurde von Soldaten jeden Ranges der nationalen Armeen der Siegermächte einschließlich Militärärzten, erhalten, die Teilnehmer am Ersten Weltkrieg und/oder am Ungarisch-Rumänischen Krieg von 1919 waren.

## Nationale Versionen
In Folge der Wettbewerbe für die nationalen Versionen wurden folgende Versionen verliehen:
| Staat                                            | Künstler                            | Atelier                                                                        | Anzahl der verliehenen Medaillen | Vorderseite | Rückseite | Gestiftet von                                                       |
| ------------------------------------------------ | ----------------------------------- | ------------------------------------------------------------------------------ | -------------------------------- | ----------- | --------- | ------------------------------------------------------------------- |
| Belgien                                          | Paul Du Bois (1859–1938)            |                                                                                | etwa 300.000–350.000             |             |           | Königliches Dekret 15. Juli 1919                                    |
| Brasilien                                        | Jorge Soubre (1890–1934)            | - Casa de Moeda do Brasil Rio de Janeiro                                       | etwa 2.500                       |             |           | Dekret Nr. 16074, 22. Juni 1923                                     |
| Frankreich                                       | Pierre-Alexandre Morlon (1878–1951) | - Monnaie de Paris                                                             | etwa 2.000.000                   |             |           | Gesetz, 20. Juli 1922                                               |
| Griechenland                                     | Henry-Eugène Nocq (1868–1944)       | - V. Canale                                                                    | etwa 200.000                     |             |           | Gesetz, 22. September 1920                                          |
| Italien                                          | Gaetano Orsolini (1884–1954)        | - Sacchini-Milano - S.Johnson-Milano - F. M. Lorioli & Castelli-Milano         | etwa 2.000.000                   |             |           | Königliches Dekret Nr. 1918, 16. Dezember 1920                      |
| Japan                                            | Shoukichi Hata                      | - Osaka Mint                                                                   | etwa 700.000                     |             |           | Kaiserliches Edikt Nr. 406, 17. September 1920                      |
| Kuba                                             | Charles Charles                     | - Etablissements Chobillon                                                     | etwa 6.000–7.000                 |             |           | Dekret Nr. 905, 10. Juni 1922                                       |
| Königreich Rumänien                              | Constantin Kristescu (1871–1928)    | - La Maison Arthus-Bertrand, Paris                                             | etwa 300.000                     |             |           | Königliches Dekret Nr. 3390, 20. Juli 1921                          |
| Portugal                                         | João Da Silva (1880–1960)           | - Da Costa                                                                     | etwa 100.000                     |             |           | Dekret, 15. Juli 1919                                               |
| Südafrika                                        | William McMillan (1887–1977)        | - Royal Arsenal                                                                | etwa 75.000                      |             |           | Dekret, 1. September 1919                                           |
| Thailand (Siam)                                  | Itthithepsan Kritakara (1890–1935)  |                                                                                | etwa 1.500                       |             |           |                                                                     |
| Tschechoslowakei                                 | Otakar Španiel (1881–1955)          | - Kremnice Mint                                                                | cca 89.500                       |             |           | Dekret, 27. Juli 1920                                               |
| Vereinigtes Königreich Großbritannien und Irland | William McMillan (1887–1977)        | - Royal Arsenal - Wright & Son                                                 | etwa 5.725.000                   |             |           | Dekret, 1. September 1919                                           |
| Vereinigte Staaten                               | James Earle Fraser (1876–1953)      | - Arts Metal Works Inc. - S. G. Adams Stamp & Stationary Co. - Jos. Mayer Inc. | etwa 2.500.000                   |             |           | Allgemeine Verordnung des Kriegsministeriums, Nr. 48, 9. April 1919 |